# Godley (Illinois)
Godley é uma vila localizada no estado americano de Illinois, no Condado de Grundy e Condado de Will.

## Demografia
Segundo o censo americano de 2000, a sua população era de 594 habitantes.
Em 2006, foi estimada uma população de 719, um aumento de 125 (21.0%).

## Geografia
De acordo com o United States Census Bureau tem uma área de
2,8 km², dos quais 2,8 km² cobertos por terra e 0,0 km² cobertos por água.

## Localidades na vizinhança
O diagrama seguinte representa as localidades num raio de 8 km ao redor de Godley.